# Ouragan de Miami de 1926
 (septembre 2019).
Si vous disposez d'ouvrages ou d'articles de référence ou si vous connaissez des sites web de qualité traitant du thème abordé ici, merci de compléter l'article en donnant les références utiles à sa vérifiabilité et en les liant à la section « Notes et références ».
L’ouragan de 1926 à Miami  était un cyclone tropical important et intense qui a dévasté la région du Grand Miami et causé d’importants dégâts aux Bahamas et sur la côte américaine du golfe du Mexique en septembre 1926, causant pour 100 millions de dollars de dégâts. L'ampleur des dégâts en Floride marqua le début précoce de la Grande Dépression au lendemain de la bulle immobilière des années 1920 en Floride. Selon des estimations un ouragan similaire causerait environ 235 milliards de dollars US de dégâts s'il devait toucher Miami en 2018.  
Le cyclone a provoqué d'immenses dégâts sur toutes les îles et dans le sud de la Floride. La tempête a détruit des centaines de structures sur son passage sur les îles, laissant des milliers de résidents sans abri. Au moins 17 morts y ont été relevés, bien que de nombreux autres — certains liées indirectement à la tempête — aient été signalées plus tard. Lorsqu’il a frappé le sud de la Floride, le cyclone a généré des vents ouragans sur une large étendue de la région, causant des dommages structurels étendus et graves, tant à cause du vent que de l’eau. La plupart des décès ont eu lieu près du lac Okeechobee, lorsqu'une forte onde de tempête a percé des digues de boue et a noyé des centaines de personnes.

## Évolution météorologique
Le cyclone tropical se serait formé dans l’océan Atlantique central le 11 septembre. La tempête tropicale, se renforçant progressivement au fur et à mesure de son orientation ouest-nord-ouest, a atteint l'intensité des ouragans le lendemain. À la suite d’observations éparses en haute mer, aucun navire n’a rencontré la tempête avant le 15 septembre, date à laquelle le cyclone a atteint l' intensité d'un ouragan majeur au nord des îles Vierges. Le renforcement s'est poursuivi jusqu'au lendemain, lorsque la tempête a atteint son intensité maximale avec une intensité équivalente à celle d'un ouragan de catégorie 4. Cette intensité a été maintenue lorsque la tempête a traversé les îles Turques-et-Caïques et les Bahamas pour atteindre les côtes de Miami le 18 septembre.
L'ouragan a rapidement traversé la péninsule de Floride avant de déboucher dans le golfe du Mexique près de Fort Myers. La tempête a inondé les communautés environnantes et les îles-barrières, tandis que de forts vents ont abattu des arbres et perturbé le service électrique. La tempête a ensuite frappé les côtes de l’Alabama et du Mississippi avec une intensité plus faibles les 20 et 21 septembre. La tempête a causé des dégâts supplémentaires mais moins graves dans ces États, principalement à cause des fortes pluies et des ondes de tempête. L’interaction de la terre a provoqué la détérioration du cyclone, puis sa dissipation le 22 septembre.